# Amihan
Ở Philippines, Amihan đề cập đến mùa trong năm bị chi phối bởi gió mậu dịch, xảy ra ở Philippines như một cơn gió đông bắc mát mẻ. Nó được đặc trưng bởi nhiệt độ vừa phải, ít hoặc không có mưa và gió thịnh hành từ phía đông.
Theo nguyên tắc thông thường, mô hình thời tiết amihan của Philippines bắt đầu vào khoảng tháng 11 hoặc tháng 12 và đôi khi kết thúc vào tháng 5 hoặc tháng 6. Tuy nhiên, có thể có nhiều biến thể từ năm này sang năm khác.
Trong suốt phần còn lại của năm, Philippines trải qua các đợt gió tây hoặc tây nam; gió mùa tây nam, lần lượt được gọi là Habagat. Mùa habagat được đặc trưng bởi thời tiết nóng và ẩm, lượng mưa lớn thường xuyên và gió thịnh hành từ phía tây.
Chỉ số chính của chuyển đổi giữa mùa Amihan và mùa Habagat là việc chuyển đổi theo hướng gió. Trong hầu hết các năm, quá trình chuyển đổi này đột ngột và xảy ra trong thời gian đêm. Trong một vài năm có một khoảng thời gian có lẽ là một tuần hoặc hai tuần, nơi gió sẽ chuyển đổi giữa mô hình Amihan và Habagat nhiều lần trước khi biến thành thành mô hình cho mùa mới.

## Trong văn hóa
- Amihan (thần thoại) là một con chim trong thần thoại Philippines. Theo văn hóa dân gian Tagalog, Amihan là sinh vật đầu tiên cư ngụ trong vũ trụ, cùng với các vị thần được gọi là Bathala và Aman Sinaya. Trong truyền thuyết Amihan được mô tả là một con chim cứu loài người đầu tiên, Malakas và Maganda, từ một cây tre.